# Embarrado
El embarrado (también llamado barraje o barra colectora) se refiere a conductores de corriente eléctrica constituidos de barras gruesas, en vez de los cables compuestos de múltiples alambres delgados que se usan más comúnmente. Las barras son usualmente de cobre y ocasionalmente de aluminio.
En cuadros eléctricos de gran potencia el embarrado suele hacerse con «blindos», barras de cobre capaces de conducir grandes intensidades de corriente, de hasta 2000 A en media tensión o hasta 90 000 A en alta tensión. Dichos blindos pueden tener forma de pletina o tubular y su sección será la suficiente como para permitir una caída de tensión pequeña, del orden del 0.5 % entre transformadores y cuadro general, por ejemplo.
Por lo general se utilizan blindos del mismo tamaño para las tres fases y el neutro, normalmente identificados con alguna pegatina según la fase (L1, L2 y L3 en España puesto que ya no se usa la antigua nomenclatura de R, S, T, y N para el neutro) sobre un fondo de color, basándose en las instrucciones del Reglamento Electrotécnico para Baja Tensión (nuevamente en España). Además dichos blindos deberán ser capaces de soportar las fuerzas mecánicas intensas que son producidas en caso de cortocircuito debidas a la interacción magnética.

## Ilustraciones

Baja tensión
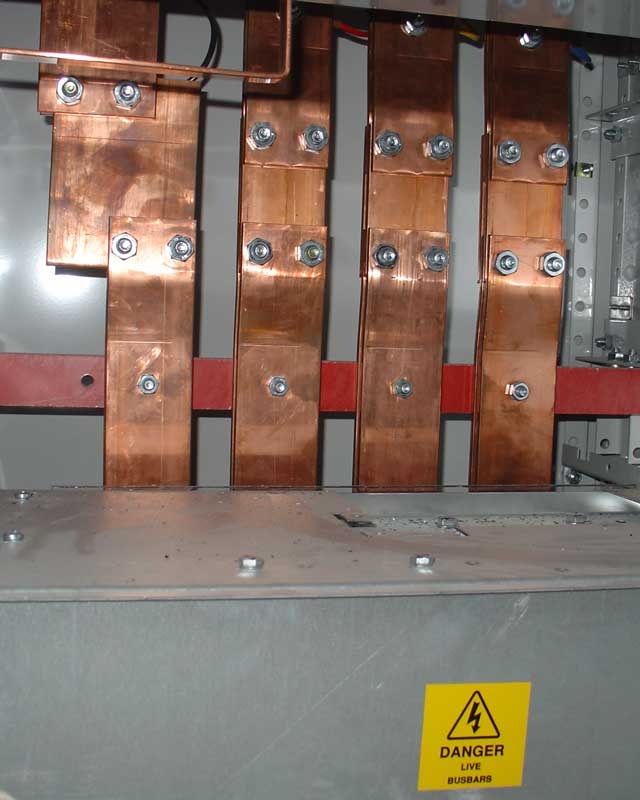
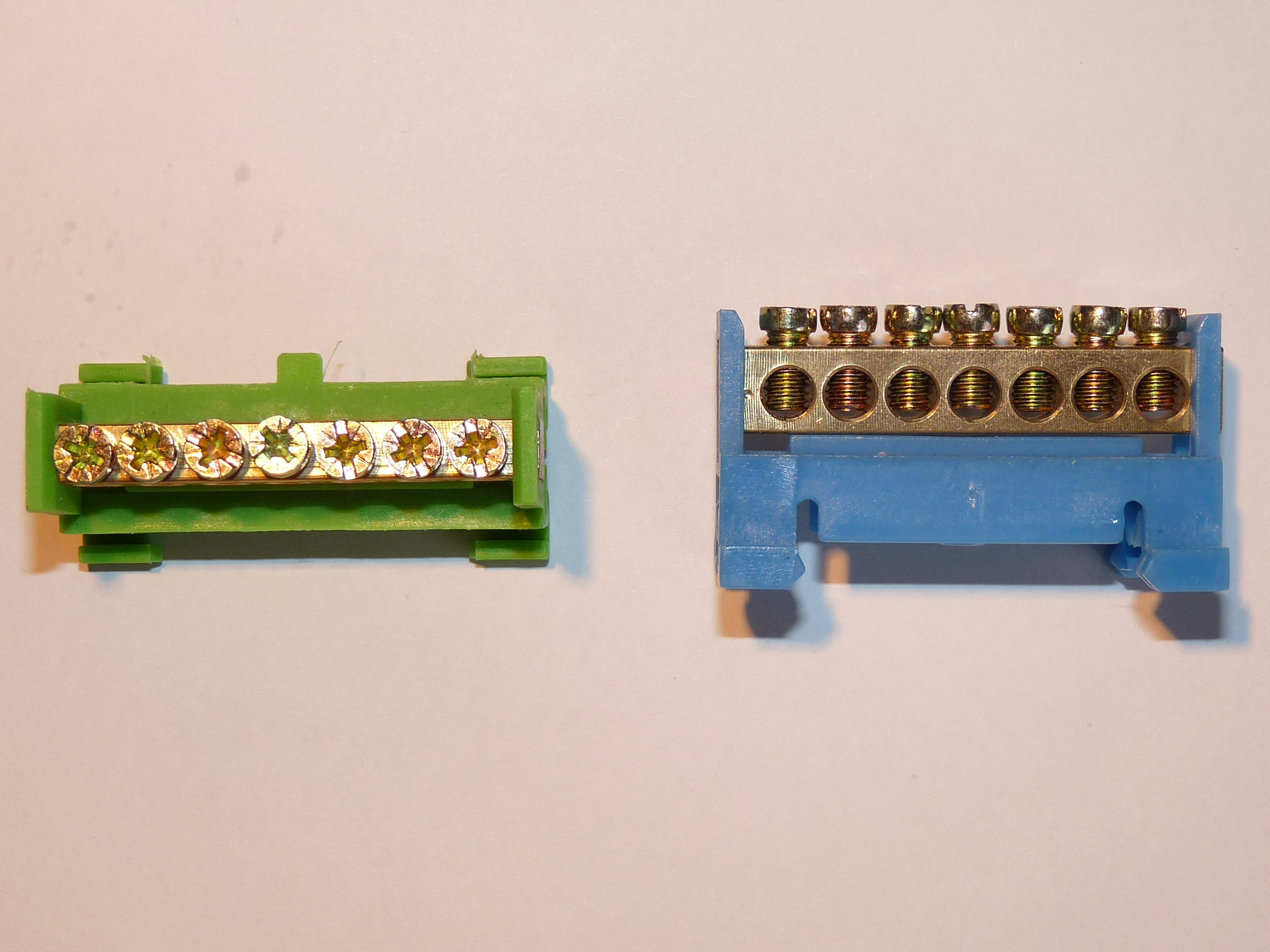
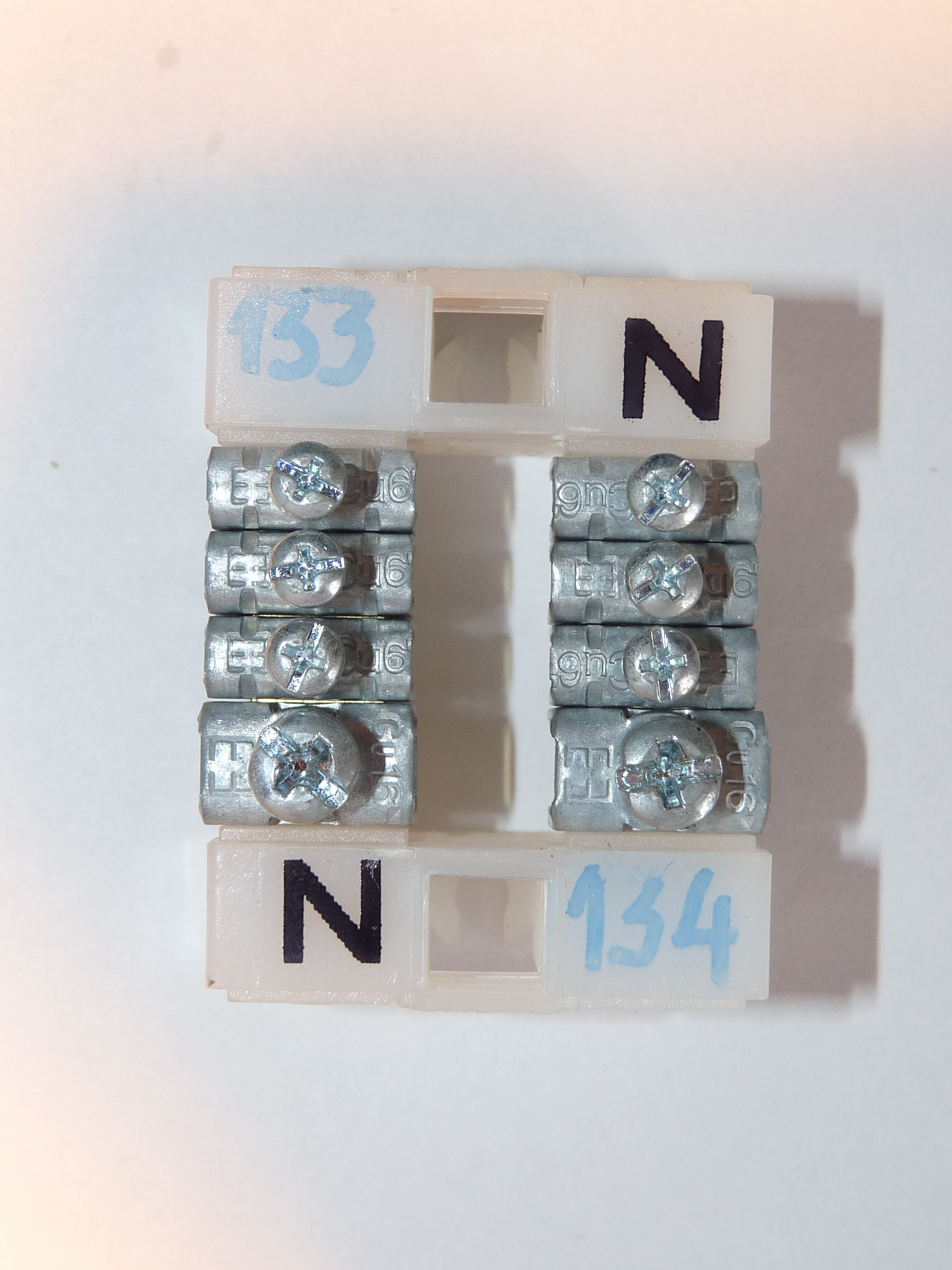
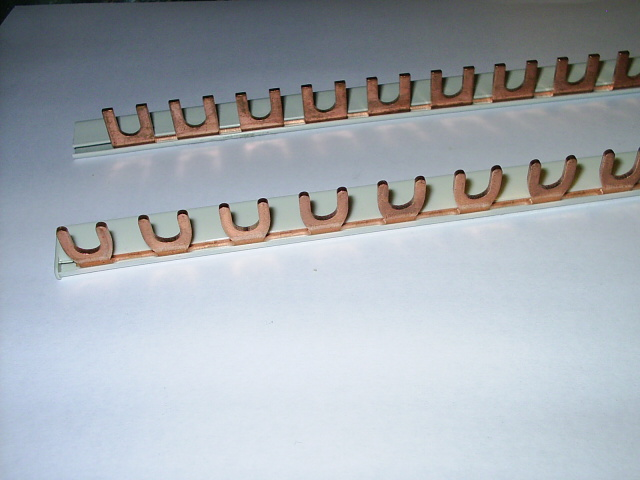

Alta tensión
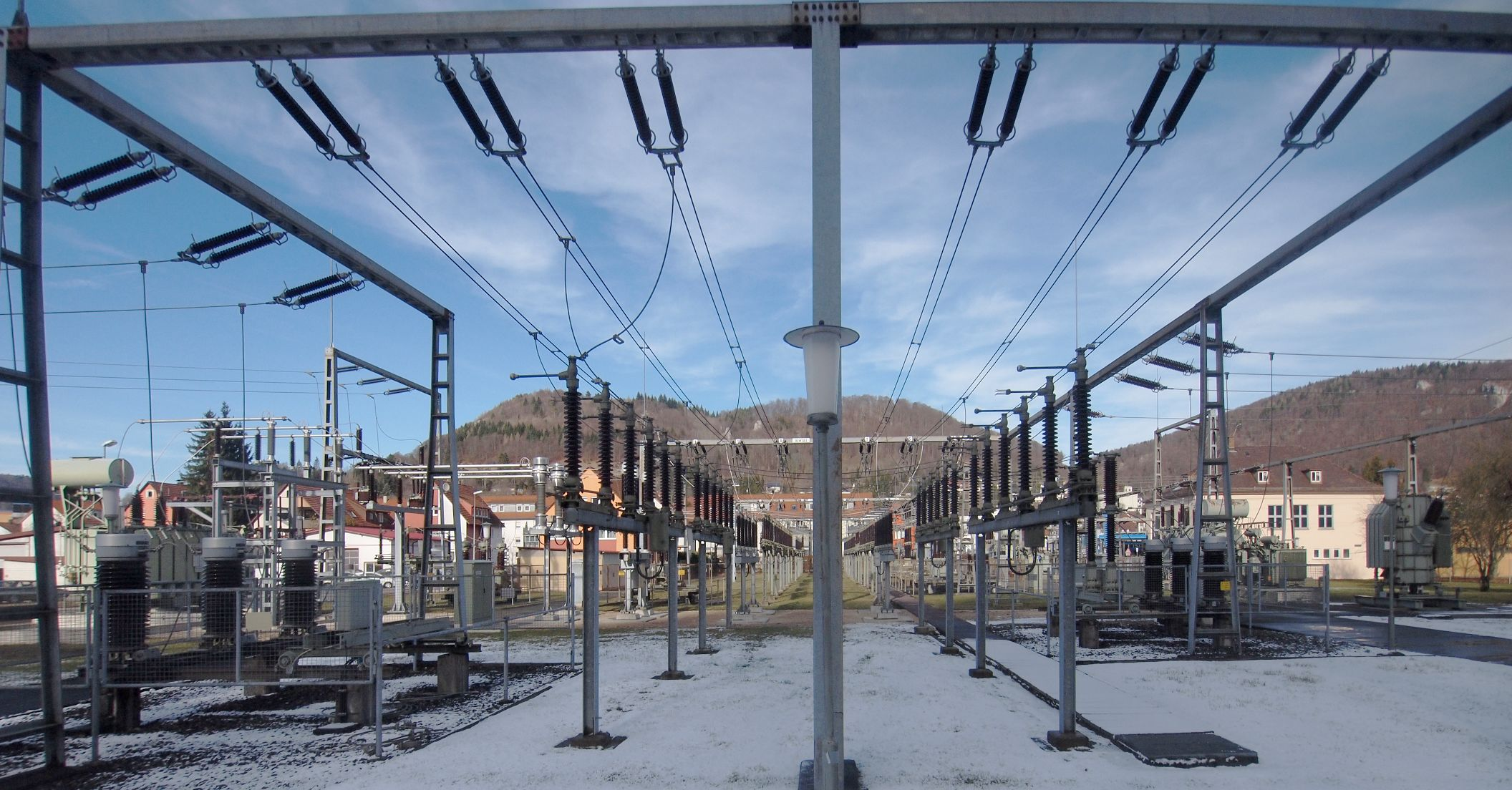
cables
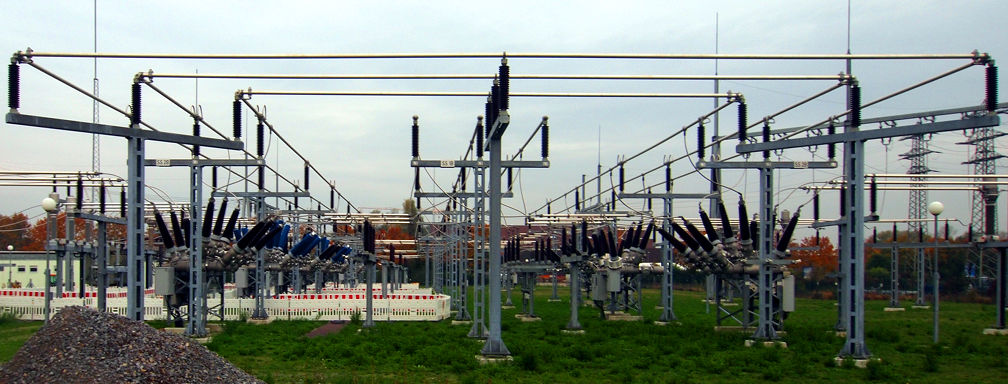
tuberías

- Datos: Q1030817
- Multimedia: Busbars / Q1030817